# Буш, Волдемар Петрович
Волдемар Петрович Буш (латыш. Voldemārs Bušs; 26 февраля 1918 года, Рига — 8 мая 2002 года, Рига, Латвия) — слесарь-лекальщик, изобретатель и рационализатор Рижского электротехнического завода «ВЭФ» Латвийского совнархоза, Латвийская ССР. Герой Социалистического Труда (1960).

## Биография
Родился в 1918 году в Риге. С 1935 года трудился на рижском заводе «Valsts Elektrotehniskā Fabrika „Pērkons“» (будущий завод «ВЭФ»). В 1943—1949 годах обучался в Латвийском университете. С 1950-х годов — слесарь инструментального цеха рижского завода «ВЭФ».
Участвовал в рационализаторской деятельности при создании новых моделей радиопередающей и телефонной продукции. Создавал новые автоматические станки, автоматический пресс для изготовления контактных штифтов, автоматический штамповочный станок для производства мелких деталей, станок для изготовления ударных пружин ключа переключения, в результате чего на заводе значительно возросли производительность труда и качество выпускаемой на заводе продукции. Под его руководством на заводе было установлено около 50 единиц созданных им новых моделей станков.
Указом Президиума Верховного Совета СССР от 28 мая 1960 года удостоен звания Героя Социалистического Труда «за выдающиеся производственные успехи и проявленную инициативу в организации соревнования за звание бригад и ударников коммунистического труда» с вручением ордена Ленина и золотой медали Серп и Молот.
Трудился на заводе до выхода на пенсию в 1978 году.
Умер в мае 2002 года в Риге. Похоронен на городском кладбище в Сигулде.
Награды и звания
- Герой Социалистического Труда
- Орден Ленина
- Орден «Знак Почёта» (26.04.1971)